# グリーンフィールズ駅
グリーンフィールズ駅 (英語:Greenfields railway station)はゴーラー線の駅である。
アデレード北部のパラフィールドのパラフィールド空港に隣接していて、アデレード駅から15.5キロメートル (9.6 mi)離れている。

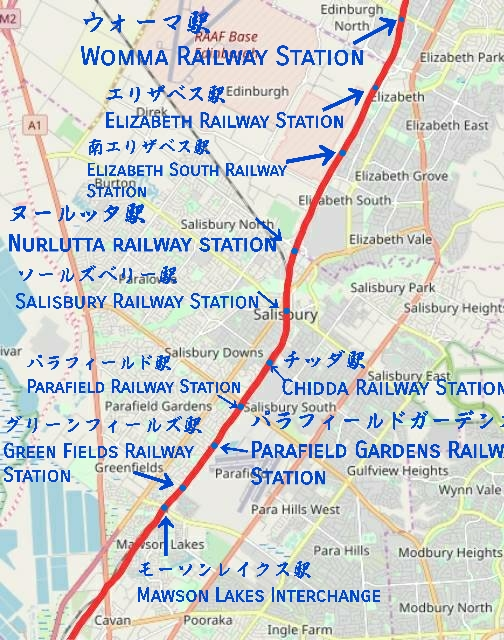
グリーンフィールズ駅

## 歴史
1969年にグリーンフィールド駅 (Green Field)として開業したが後に現在の名前であるグリーンフィールズ駅 (Greenfields)に改名された。グリーンフィールズ駅は、ゴーラー線の中で歩行者専用地下道がある二つの駅の一つ(もう一つの駅はパラフィールドガーデンズ駅)である。他の駅は安全やヴァンダリズム上の配慮で歩行者専用地下道は閉鎖されている。駅の西にはクリスタルブルックに通ずるオーストラリア基盤整備会社の標準軌の線路がある。

## 行き先
| プラットフォーム | 方向                      |
| ---------------- | ------------------------- |
| 1番線            | ゴーラー駅/ゴーラー中央駅 |
| 2番線            | アデレード駅              |